# Leptopteromyia americana
Leptopteromyia americana är en tvåvingeart som beskrevs av Hardy 1947. Leptopteromyia americana ingår i släktet Leptopteromyia och familjen rovflugor. Inga underarter finns listade i Catalogue of Life.